# جوسيف ماريك
جوسيف ماريك (بالتشيكية: Josef Marek)‏ (11 يونيو 1987 بالتشيك - ) هو لاعب كرة قدم تشيكي في مركز الهجوم. لعب مع بوهيميانز 1905 وFK Dukla Prague ‏ وفيكتوريا زيزكوف وFK Kunice ‏.

## وصلات خارجية
- جوسيف ماريك على موقع قاعدة بيانات كرة القدم.إي يو (الإنجليزية)
- جوسيف ماريك على موقع Soccerway.com (الإنجليزية)